# جاكلين تايلور
جاكلين تايلور (بالإنجليزية: Jacqueline Taylor)‏ هي كاتِبة أمريكية، ولدت في 1951.